# Viktor Hristenko

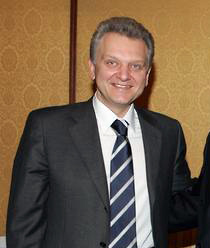
Victor Hristenko.

Victor Hristenko (n. 28 august 1957) este un economist și om politic rus, care a îndeplinit funcția de prim-ministru interimar al Federației Ruse (24 februarie - 5 martie 2004).